# 克孜勒苏河
克孜勒苏河（維吾爾語：قىزىلسۇ دەرياسى‎，拉丁维文：Qizilsu deryasi，羅馬化：Kyzyl-Suu darıyasi，旧称克孜勒苏达里雅），或译称克孜勒河、克孜河，位于中国新疆克孜勒苏柯尔克孜自治州，是喀什噶尔河上源，最后汇入塔里木河。灌溉耕地215万亩，荒地170万亩。根据卡拉贝利水文站测定，该河夏季富水期径流量占全年的55.4%，冬季枯水期径流量占全年的7.8%。“克孜勒”在维吾尔语中意为“红色”，“苏”在维吾尔语中意为“水”。有右岸支流玛尔坎苏河和左岸支流恰克玛克河。

## 水电开发
克孜勒苏河流域中游河段水能项目规划为2库6级，设计总装机容量为60万千瓦，项目总投资约65亿元。一期开发建设塔日勒嘎、夏特、八村三座水电站，总装机容量38.2万千瓦，年发电量12.65亿度，工程设计概算总投资约40亿元人民币。 

### 玛尔坎恰提水利枢纽工程
玛尔坎恰提水利枢纽工程位于玛尔坎苏河（发源于塔吉克斯坦外阿赖山列宁峰）汇入克孜勒苏河干流上游1km处。正常蓄水位2415米。额定水头165米。装机160MW。多年平均3.92亿KW·h。

### 塔日勒嘎水电站
在乌恰县吾合沙鲁乡的吾合沙鲁大桥上游200米处的克孜勒苏河干流建有塔日勒嘎水电站，坝高43.6米，正常蓄水位2250米，总库容0.418亿立方米。电站装机容量4×1.25万千瓦，额定水头50米，利用小时数3388小时，年平均发电量1.69亿千瓦时，工程总投资76499.63万元。2014年9月25日首台机组正式并网发电。

### 夏特水电站
位于夏特河汇入克孜勒苏河上游1.7km处。正常蓄水位2200米。装机4x62MW。额定水头250米。多年平均发电量8.7亿KW·h。

### 八村水电站
正常蓄水位1910米。装机4x21MW。额定水头87.5米。多年平均发电量3.0亿KW·h。厂址：75 3'47.8"E  39 36'15.59"N。

### 康苏水电站
正常蓄水位1825米。装机54MW。额定水头55米。多年平均发电量2.0亿KW·h。

### 卡拉贝利水利枢纽工程
卡拉贝利水利枢纽工程是克孜勒苏河山区出山口处控制性工程，使克孜河下游喀什市的防洪标准从目前的5年一遇提高至50年一遇。为砼面板砂砾石坝，Ⅱ等大(2)型工程，正常蓄水位1770.00m，水库总库容2.62亿m3，最大坝高92.5m，发电装机23.33MW×3，额定水头77米，多年平均发电量为2.6亿度。工程主体工程将于2014年正式开工，计划于2018年完工。总投资达15.3亿多元。新疆水利厅设卡拉贝利水利枢纽工程建设管理局。

## 参見
- 克孜尔河